# Гаванский переулок (Ломоносов)
Га́ванский переу́лок — переулок в городе Ломоносове Петродворцового района Санкт-Петербурга. Проходит от Угольной улицы до территории 519-го УНР ОАО «Оборонстрой» (дом 12).
Название появилось в 1960-х годах. Оно связано с тем, что переулок идет в сторону Ломоносовской гавани.
Возле дома 2д Гаванский переулок пересекает подъездной путь железной дороги.